# Interliber
Interliber – međunarodni sajam knjiga i učila, češće Interliber, naziv je sajma koji se održava sredinom studenoga svake godine na Zagrebačkom velesajmu od 1977. godine.
Posjetitelji mogu tijekom trajanja Interlibera u paviljonima 5 i 6 kupiti knjige na izložbenim prostorima izlagača, sudjelovati u predstavljanjima knjiga i razgovorima s hrvatskih i inozemnim književnicima, neposrednim razgovorima s autorima uz potpisivanje knjiga, susretima nakladnika, knjižara i knjižničara, književnim radionicama, okruglim stolovima i dr.
Osim ovog sajma, posjetitelji mogu posjetiti još dva sajma: glazbe i multimedije te infomacijskih tehnologija, koji se održavaju u isto vrijeme.
Jubilarni 40. Interliber održan 2017. posjetilo je više od 130 000 građana.